# أندرونيكوس جيزوجيانيس
أندرونيكوس جيزوجيانيس مواليد 14 أغسطس 1991 في أثينا، هو لاعب كرة سلة يوناني. بدأ مسيرته الاحترافية في سنة 2009. يبلغ طوله 6 قدم 8 بوصة (2.0 م).

## المسيرة الاحترافية
لعب مع نادي أولمبيا لاريسا لكرة السلة في موسم 2007–2008، ثم لعب مع نادي إيه إي كي لكرة السلة في موسم 2009–2010، ثم لعب مع نادي أركاديكوس لكرة السلة في موسم 2011–2012، ثم لعب مع نادي إيه إي كي لكرة السلة من سنة 2012 إلى 2014.

## روابط خارجية
- أندرونيكوس جيزوجيانيس على موقع الاتحاد الدولي لكرة السلة (الإنجليزية)
- أندرونيكوس جيزوجيانيس على موقع كرة السلة الأوروبية.كوم (الإنجليزية)
- أندرونيكوس جيزوجيانيس على موقع DraftExpress.com (الإنجليزية)
- أندرونيكوس جيزوجيانيس على موقع ريلجم (الإنجليزية)
- أندرونيكوس جيزوجيانيس على موقع سبورتس رفرنس (الإنجليزية)